# Francesc Ramoneda i Busquets
Francesc Ramoneda i Busquets (Terrassa, 28 de maig del 1717 - ?) fou un organista i mestre de capella català. Fill d'uns pares religiosos i molt aficionats a la música, aviat se li despertà la vocació musical. Ingressà primer a l'escolania parroquial i, després, de petit encara, a la de Montserrat.
Al monestir estudià diferents instruments i esdevingué un alumne distingit en el domini de l'orgue i en totes les disciplines. On realment excel·lí, però, fou en el camp de la composició, car des de molt jovenet manifestà unes grans dots creadores. Ja musicalment format, sortí del monestir i tornà a Terrassa on pogué manifestar als seus compatricis l'extraordinària tècnica musical adquirida durant els anys de vida conventual.
Al cap d'un any d'haver sortit de Montserrat, i atenent la petició dels seus amics i paisans, es presentà per ocupar la plaça d'organista i mestre de capella del Sant Esperit que, aleshores, es trobava vacant. Guanyà les oposicions, la qual cosa li permeté desenvolupar una fructífera tasca musical a la seva vila, de manera que els terrassencs pogueren assaborir les seves inspirades composicions, interpretades durant les festes més assenyalades de l'any.
En l'exercici del càrrec d'organista i compositor de l'església del Sant Esperit, passà tota la vida complaent tant la comunitat parroquial com els bons amants de la música de la rodalia que, per poder fruir del seu art, recorrien camins i dreceres per tal d'arribar a l'església parroquial de Terrassa.
Morí el dia 26 de febrer del 1803 a l'edat de 86 anys després d'haver-se lliurat a un brillant mestratge que despertà moltes vocacions musicals entre els infants terrassencs.